# Авідья
 Авідья (санскр. अविद्या, avidyā IAST, букв, «відсутність знання», «невідання»)  — в індійській філософії  — незнання або «вихідне затьмарення свідомості», що є кореневою причиною «несправжнього сприйняття світу» та протидіє «осягненню сутності буття». 

## В індуїзмі
В Упанішадах авідья є протилежністю  відьї (знання), ілюзія, яка породжується чуттєвим сприйняттям. Синоніми: аджняна, віпар'яя . 
У філософії  Шанкари (адвайта-веданти) авідья є головною перешкодою для осягнення єдиного Брагмана, створює світ множинності та пов'язані з ним рух, зміну. Вивільнення з череди перероджень можливе через вивчення Вед та особливо Упанішад. Упанішади руйнують звичайний стиль мислення, який кружляє в межах маї, знищують авідью  — невідання та вказують шлях до звільнення.

## У буддизмі
В буддизмі авідья є однією з головних клеш (затьмарень) та кайданів, що створюють у людини прив'язаність до існування та заважають припиненню дуккх та досягненню нірвани. Інша назва авідьї  — моха (обман, омана). Разом з гординею та гнівом авідья становить три корені зла, будучи при цьому опорою для побічних коренів і всіх несприятливих станів  (акушала-дхарма) . 
Авідья є причиною того, що істоти діють та мислять таким чином, що це веде їх до радості та страждання, а потім до подальших перероджень. Авідья стимулює процес «конструювання помилкових концепцій (діттхі) », внаслідок чого з'являється ускладнення в пізнанні непостійності існування та відсутності самості  — «я», що викликає дуккху. 
Авідья визначається як перша з 12-ти щаблів-нідан в буддійській  схемі людського буття. Ця схема є замкненою та утворює «порочне коло», внаслідок чого авідья не є «абсолютним початком або першопричиною сансари». Авідья розташована нарівні з усіма іншими елементами ланцюжка і є як їхнім наслідком, так і їхньою причиною. Авідья вважається кореневою причиною лише в переносному сенсі. На це вказується, наприклад, в Ангуттара-нікаї: «Незбагненний початок невідання, о ченці, до якого невідання не було і після якого воно з'явилося. Однак можна збагнути, що у невідання є умова». Буддагхоса також вказував, що авідья «не безпричинна, бо причина її визначається так: з виникненням затьмарень (асава) виникає невідання». 
Для позбавлення від авідьї перш за все необхідна інтуїтивна мудрість  — праджня, яка з'являється при практиці усвідомлення (смріті), терпінні (кшанті) та медитації (дх'яни). Також для позбавлення від авідьї необхідне правильне розуміння чотирьох благородних істин. авідья зникає при досягненні  аргатства.

## В інших релігіях та вченнях
Термін «авідья» також використовується в теософії. 